# Isoglossinae
 (juin 2025).
Si vous disposez d'ouvrages ou d'articles de référence ou si vous connaissez des sites web de qualité traitant du thème abordé ici, merci de compléter l'article en donnant les références utiles à sa vérifiabilité et en les liant à la section « Notes et références ».
Sous-tribu
Les Isoglossinae sont une sous-tribu de plantes à fleurs de la famille des Acanthaceae, de la sous-famille des Acanthoideae et de la tribu des Justicieae.
Le genre type de la sous-tribu est Isoglossa.

## Liste des genres
- Brachystephanus
- Celerina
- Isoglossa
- Melittacanthus
- Sebastiano-schaueria
- Stenostephanus
- Sphacanthus

## Publication originale
- (de) Lindau G., 1895. Acanthaceae. in: Engler, A. & Prantl, K. (eds.), Die natürlichen Pflanzenfamilien 4(3b): 274–354. Engelmann, Leipzig.